# تفسیر حسن عسکری
تفسیر امام حسن عسکری یا تفسیر منسوب به امام حسن عسکری، تفسیر قرآنی است منسوب به حسن عسکری، امام یازدهم شیعیان دوازده امامی. تفسیر از یک خطبه، تفسیر سورهٔ حمد و تفسیر سورهٔ بقره تا آیهٔ ۲۸۲ تشکیل شده‌است. تفسیر آیات ۱۱۵ تا ۱۵۷، ۱۷۸ تا ۱۹۷ و ۲۱۱ تا ۲۸۱ جا افتاده و در بین آیات موجود در این کتاب، تفسیر آیات دیگری از قرآن ذکر شده‌است.

## ساختار
تفسیر آیات معمولاً با شرح و توضیح مفاهیم آیه آغاز شده و سپس حسن عسکری روایاتی از معصومین را نقل می‌کند. در مواردی شان نزول آیات نیز آورده‌شده‌است. از ویژگی‌های دیگر این تفسیر به موارد زیر می‌توان اشاره کرد:
1. بیان معنای برخی کلمات مانند شیعه، رافضی و تقیه
2. ذکر فضایل برخی صحابه مانند عمار یاسر
3. ذکر برخی نکات تاویلی
4. توجه خاص به مقام علی بن ابی طالب و ذکر معجزاتی همپایه معجزات محمد بن عبدالله برای او.[۱]

## سند
طبق آنچه در مقدمه کتاب آمده، تفسیر را یوسف بن محمد بن زیاد و علی‌بن محمدبن سیار از حسن‌عسکری روایت کرده‌اند و شیخ صدوق یا همان ابن بابویه به نقل از محمد بن قاسم مفسر استرآبادی از این دو فرد از حسن عسکری آورده‌است.
اما در کتب شیخ صدوق پدران این دو هستند که از حسن عسکری روایت کرده و این روایات به واسطه فرزندان به محمد بن قاسم استرآبادی و از او به شیخ صدوق رسیده‌است.

### داستان آغازین کتاب
در مقدمه کتاب داستانی آمده‌است که محمد بن زیاد و محمد بن سیار (محمد بن یسار) که شیعه دوازده امامی بودند، در زمان حسن بن زید علوی ملقب به الداعی الی الله مورد بدخواهی قرار گرفتند و ناچار به سامرا نزد حسن بن علی عسکری، امام یازدهم شیعیان گریختتد. عسکری به استقبال آن‌ها رفت و مژده داد که مشکلشان در استرآباد حل شده و می‌توانند به آنجا برگردند. اما خواستند که یوسف و علی فرزندان این دو نزد او بمانند و به شکرانه از حسن بن علی عسکری علم آموزی کنند. آن‌ها به استرآباد برگشتند و خبر دادند که مشکل حل شده‌است. در نتیجه حسن عسکری هم در طول مدت ۷ سال به صورت روزانه تفسیر قرآن را به این دو املا می‌کردند که تفسیر حاضر بخش کوچکی از آن است.ابن شهر آشوب در کتاب معالم العلما تفسیری ۱۲۰ جلدی را به حسن عسکری نسبت می‌دهد که که بعضی تصور می‌کنند تفسیر برجای‌مانده بخش کوچکی از آن باشد.

### نظر ابن غضائری دربارهٔ کتاب
ابن غضائری در رجالش که به کتاب الضعفا مشهور است، محمد بن قاسم استرابادی را فردی ضعیف و کذاب معرفی می‌کند که از دو فرد مجهول به نام‌های یوسف بن محمد بن زیاد و علی بن محمد بن یسار روایت کرده‌است و کتاب مذکور را پر از منکر می‌داند که از جعلیات سهل الدیاجی از پدرش است. هرچند عدم اطمینان رجالیون به تضعیفات ابن غضائری و این نکته که او این تفسیر را منسوب به امام دهم شیعیان می‌داند، اعتبار گفتهٔ او را پایین می‌آورد.
پس از ابن‌بابویه، علمای امامیه با استناد به ضعف سند این تفسیر آن را بی‌اعتبار دانسته‌اند. برخی نیز با اعتماد بر ابن‌بابویه آن را صحیح و قابل استناد دانسته‌اند ولی منکر مطالب متضاد با مسلمات تاریخی در آن نشده‌اند. به‌رغم اعتماد متاخرین، مفسران هم‌عصر مانند علی‌ابن ابراهیم قمی و عیاشی از آن نامی نبرده‌اند.

### موافقان اعتبار این تفسیر
1. شیخ طبرسی
2. قطب راوندی
3. ابن شهرآشوب
4. محقق کرکی
5. شهید ثانی
6. مجلسی اول و دوم
7. ملا محسن فیض کاشانی
8. وحید بهبهانی
9. شیخ انصاری
10. سید حسین بروجردی[۳]

### مخالفان اعتبار این کتاب
1. علامه حلی
2. محقق داماد
3. محقق شوشتری
4. سید ابوالقاسم خویی

### دلایل موافقان اعتبار این کتاب
موافقین اعتبار این تفسیر به دو دلیل استناد کرده‌اند:
1. اعتماد شیخ صدوق به محمد بن قاسم استرآبادی در بسیاری از کتبش از جمله کتاب الفقیه.
2. اعتماد شیخ صدوق به خود این کتاب.

البته از آنجایی که این کتاب شامل مواردی است که خود این افراد نمی‌توانستند بپذیرند، گفته‌اند که همان‌طور که در سایر کتب حدیثی هم موارد نادرست وجود دارد و این دلیل غیر معتبر بودن کل کتاب نمی‌شود، این مطلب نادرست هم دلیل غیر معتبر شدن کل این کتاب نمی‌شود.

### دلایل مخالفان اعتبار این کتاب
1. تضعیف ابن غضائری دربارهٔ محمد بن قاسم استرآبادی که این دلیل به جهت غیر بودن کتاب رجال غضائری مورد قبول رجالیون نیست.
2. مجهول بودن یوسف بن محمد بن زیاد و علی بن محمد بن سیار (یسار) و پدران آنها.
3. مجهول بودن راوی اولی این کتاب که شیخ صدوق نیست.
4. وجود اضطراب در متن بسیاری از روایات آن.
5. وجود داشتن مطالب خارق‌العاده و معجزات عجیب و غریب در آن که دلیل هم به تنهایی مورد قبول خیلی‌ها نیست.
6. وجود داشتن مطالب مخالف اعتبار مشهور شیعه.
7. وجود داشتن مطالب مخالف قطعیات علمی یا تاریخی در این کتاب.[۳]

## بعضی از مطالب جعلی کتاب
در صفحه ۵۴۷ این کتاب داستان مفصلی از برخورد مختار ثقفی با حجاج بن یوسف ثقفی آمده‌است که حجاج در زمان حکومت برکوفه قصد داشته مختار را بکشد اما مانند داستان ذبح اسماعیل شمشیرهای برنده به مختار اثر نکرده و مختار در توجیه این موضوع گفته بوده که او باید کاری انجام دهد که تا آن کار انجام نشود، خدا نمی‌گذارد که او کشته شود. این در حالی است که قتل مختار در سال ۶۷ ه‍.ق بوده و شروع حکومت حجاج در سال ۷۵ ه‍.ق قمری یعنی ۸ سال بعد از کشته شدن مختار به دست مصعب بن زبیر.

## چاپ و ترجمه
این تفسیر اولین بار در ۱۲۶۸ قمری در تهران به چاپ رسید. چاپ اخیر این تفسیر نیز در قم در سال ۱۴۰۹ قمری انجام شده‌است. از این تفسیر ترجمه‌های مختلفی به زبان فارسی موجود است. آقا بزرگ ترجمه‌های میرزا ابوالقاسم حسینی ذهبی شیرازی مشهور به میرزا باباف عبدالله بن نجم الدین مشهور به فال قنهادری و علی بن حسن زواری را گزارش کرده‌است. علاوه بر اینها نیز ترجمه ای از محمدباقر یزدی از این تفسیر با نام جواهر الایمان در دسترس است.